# Umm-Salal Sports Club
L'Umm-Salal Sport Club (ar: نادي ام صلال الرياضي) è una società calcistica del Qatar con sede nella città di Umm Salal. Fu fondata nel 1979.
Il club fu promosso nella Qatar Stars League vincendo il campionato cadetto nel 2006-2007. Alla fine della stagione 2008 la squadra si è qualificata per la AFC Champions League 2009 dopo aver battuto per 4-1 ai rigori l'Al-Gharafa nella finale della Coppa dell'Emiro.

## Palmarès

### Competizioni nazionali
- Coppa dell'Emiro del Qatar: 1

2008
- Coppa dello Sceicco Jassem: 1

2009
- Coppa delle Stelle del Qatar: 1

2023-2024
- Qatar Second Division: 3

1997-1998, 1999-2000, 2005-2006

### Altri piazzamenti
- Qatar Stars League:

Terzo posto: 2006-2007, 2007-2008
- Coppa dell'Emiro del Qatar:

Finalista: 2009-2010
Semifinalista: 2025
- Coppa delle Stelle del Qatar:

Finalista: 2022-2023
- AFC Champions League:

Semifinalista: 2009

## Organico

### Rosa attuale
| N. |                    | Ruolo | Calciatore           |
| -- | ------------------ | ----- | -------------------- |
| 2  | Qatar (bandiera)   | D     | Omar Yahya           |
| 3  | Qatar (bandiera)   | D     | Sayed Hassan Issa    |
| 4  | Qatar (bandiera)   | C     | Abdelrahman Zaky     |
| 6  | Algeria (bandiera) | C     | Victor Lekhal        |
| 7  | Curaçao (bandiera) | C     | Kenji Gorré          |
| 8  | Qatar (bandiera)   | C     | Adel Al-Sulimane     |
| 9  | Croazia (bandiera) | A     | Antonio Mance        |
| 10 | Qatar (bandiera)   | C     | Othman Alawi         |
| 12 | Qatar (bandiera)   | C     | Khaled Abdulraouf    |
| 13 | Egitto (bandiera)  | P     | Louay Ashour         |
| 14 | Marocco (bandiera) | C     | Oussama Tannane      |
| 15 | Marocco (bandiera) | D     | Marouane Louadni     |
| 16 | Egitto (bandiera)  | C     | Sayed Ahmed Mohammed |
| 17 | Qatar (bandiera)   | C     | Khaled Mansour       |

| N. |                                 | Ruolo | Calciatore            |
| -- | ------------------------------- | ----- | --------------------- |
| 18 | Qatar (bandiera)                | D     | Aden Ali Aden         |
| 19 | Algeria (bandiera)              | D     | Naïm Laidouni         |
| 20 | Qatar (bandiera)                | C     | Ali Afif              |
| 21 | Qatar (bandiera)                | D     | Khalifa Saad          |
| 22 | Nigeria (bandiera)              | D     | Edidiong              |
| 23 | Senegal (bandiera)              | P     | Landing Badji         |
| 30 | Mandato di Palestina (bandiera) | P     | Jihad Mohammed Hadeb  |
| 68 | Yemen (bandiera)                | C     | Ali Ahmed Al-Yazidi   |
| 70 | Qatar (bandiera)                | C     | Meshaal Al-Shammari   |
| 77 | Qatar (bandiera)                | D     | Abdulrahman Fayez     |
| 79 | Qatar (bandiera)                | C     | Ali Said Al-Muhannadi |
| 95 | Qatar (bandiera)                | C     | Ahmed Al-Saadi        |
| 99 | Qatar (bandiera)                | A     | Abdulaziz Al-Bakri    |